# Léon X
Pour les articles homonymes, voir Jean de Médicis, Léon et Famille de Médicis.

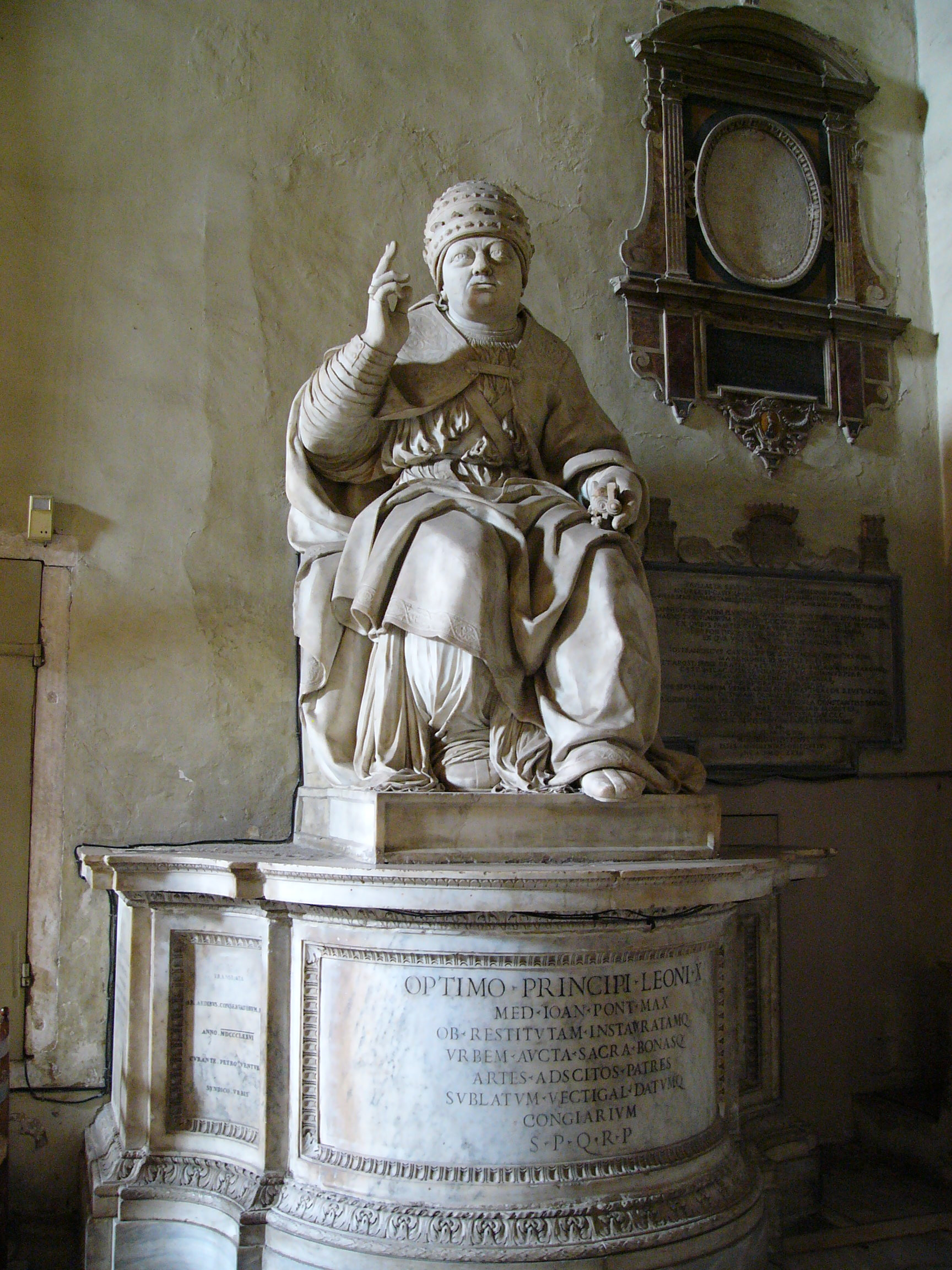
Statue de Léon dans l'église de Santa Maria à Aracoeli, Rome.

Jean de Médicis (italien : Giovanni di Lorenzo de' Medici), né le 11 décembre 1475 à Florence et mort à Rome le 1er décembre 1521, est le 217e pape de l’Église catholique sous le nom de Léon X (en latin Leo X, en italien Leone X, ou Leon X) de 1513 à 1521. Il est le second fils de Laurent le Magnifique et de Clarisse Orsini.

## Jeunesse

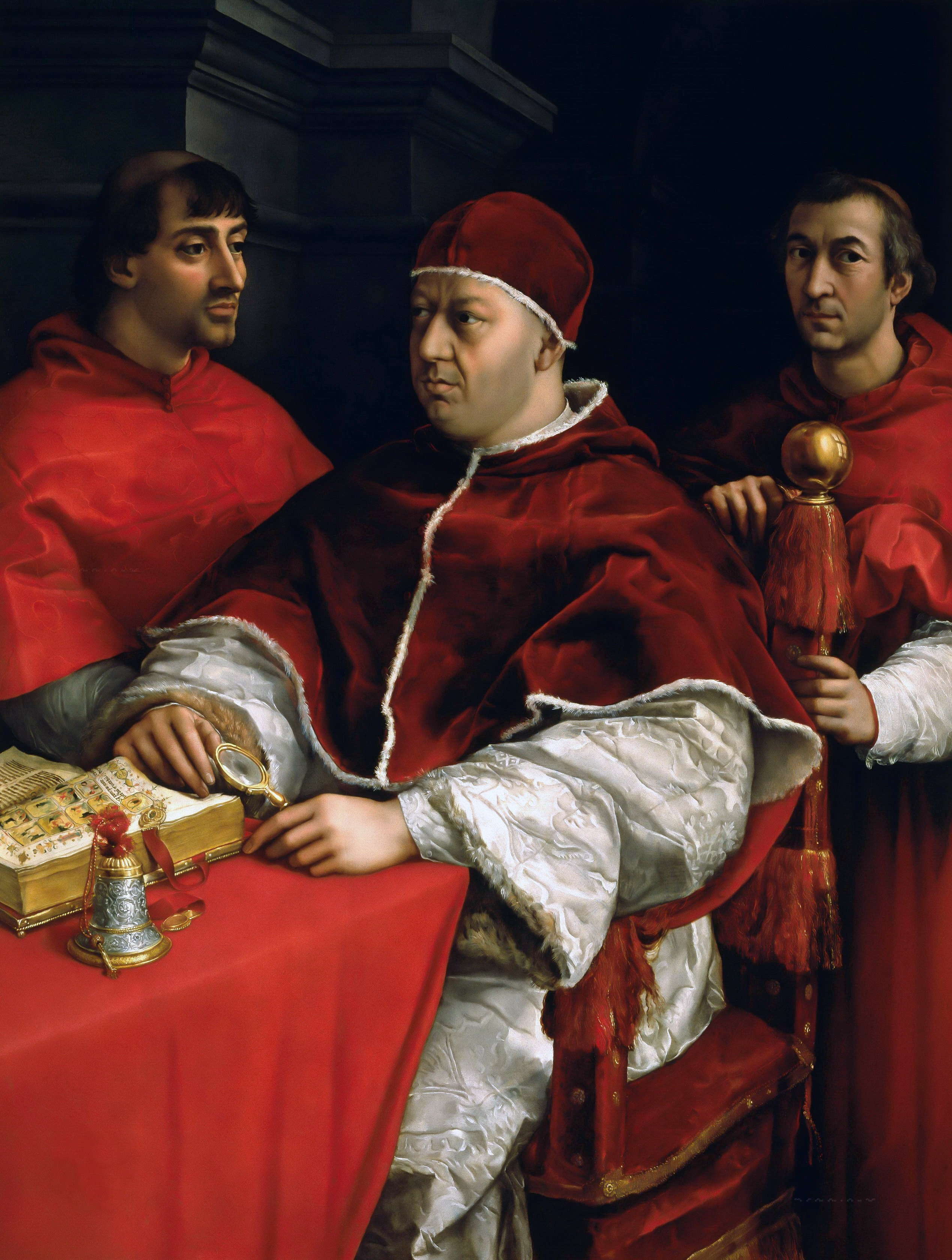
Le Pape Léon avec deux cardinaux, par Raphaël.

Très jeune, ses parents le destinent à l'état ecclésiastique. Il a plusieurs précepteurs hommes de lettres : Niccolò Michelozzi, secrétaire de son père, écrivain et homme politique, les humanistes Ange Politien, Démétrius Chalcondyle et Gregorio da Spoleto. Il se lie d'amitié avec son cousin Jules, futur pape Clément VII, et avec Bernardo Dovizzi, futur cardinal Bibbiena, qui restent proches de lui toute sa vie. Il reçoit la tonsure en 1482, puis connaît une série de promotions dues au pouvoir et à la richesse de ses parents. En 1483, il est nommé protonotaire apostolique par Innocent VIII.
Il reçoit en 1486 la célèbre abbaye du Mont-Cassin, fondée par Benoît de Nursie, en commende.
En 1489, alors qu'il a seulement 13 ans, il entre à l'université que son père a rétablie à Pise, et étudie pendant trois ans la philosophie et la théologie. Il reçoit le chapeau de cardinal au titre de Santa Maria in Domnica des mains d'Innocent VIII. Il doit néanmoins s'abstenir de porter les insignes de sa dignité jusqu'en 1492, à 17 ans. Cette année-là, il participe au conclave qui porte au trône Rodrigo Borgia sous le nom Alexandre VI, élection à laquelle le cardinal Médicis est farouchement opposé.
Après l'élection, il retourne à Florence, où son père vient de mourir.
Sa famille est expulsée de la ville en 1494, et il doit lui-même fuir, accoutré en franciscain. Il mène alors une vie de dilettante, conservant cependant des mœurs personnelles plus réservées que celles de ses collègues cardinaux, la maladie de Jules II, en 1511, lui ayant donné l'idée de se porter candidat à sa succession.
La même année, il est nommé légat à Bologne et en Romagne. En 1512, alors qu'il séjourne avec l'armée pontificale, il est fait prisonnier à la suite de la bataille de Ravenne. Il réussit à s'évader, alors que sa famille regagne le pouvoir à Florence.
Le 21 février 1513, Jules II meurt et Jean de Médicis est élu pape le 11 mars suivant, sous le nom de Léon X.

## Pape
Léon X s'avère un grand protecteur des arts.
Il fait travailler pour lui Raphaël, qui peint son portrait, que l'on peut admirer de nos jours à la galerie des Offices de Florence. Raphaël achève également les chambres (stanze) du palais pontifical commandées par Jules II. Il commande une édition critique de Dante et constitue une grande collection de manuscrits.
Par ailleurs, il donne au début de son règne des fêtes fastueuses, ce qui a pour résultat de dilapider la fortune laissée par Jules II. Léon X a alors recours à la création d'offices et à la vente d'indulgences, moyen auquel Jules II a déjà eu recours pour financer la reconstruction de la basilique Saint-Pierre.
En 1514, le pape Léon X approuve l'union de l'abbaye Saint-Honorat de Lérins à la congrégation de Sainte-Justine de Padoue et à l'abbaye du Mont-Cassin.
Par une bulle du 8 décembre 1514, Léon X étend les privilèges donnés par ses prédécesseurs aux religieuses de l'abbaye Saint-Félix-de-Montceau à Gigean.
Sous son règne se déroule l'affaire Reuchlin : Jean Reuchlin, auteur d'une grammaire de l'hébreu, soutenu par les humanistes de l'époque, affronte l'Inquisition au sujet du Talmud. En 1515, Léon X prend parti en faveur du savant. Il s'entoure d'amis d'Érasme et paraît ouvert aux idées nouvelles.
Il importe de savoir que son éducation a été soignée, ayant eu pour tuteur dans sa jeunesse le philosophe Marsile Ficin. Il a appris le grec avec Déméter Chalcondyle et la philosophie avec Bernardo da Bibbiena.
Le 13 octobre 1515, il signe avec François Ier le traité de Viterbe, par lequel il reconnaît à François Ier le titre de duc de Milan, en échange de sa protection.

### Concordat de Bologne
En décembre 1515, le roi de France François Ier vient à sa rencontre, et en 1516, après plusieurs décennies de crise entre la papauté et le royaume de France, le concordat de Bologne est signé, par l'intermédiaire du chancelier Antoine Duprat. Il abroge la Pragmatique Sanction édictée en 1438 par le roi Charles VII, ordonnance qui limitait fortement les interventions du pape dans la nomination du clergé de France, et en contrepartie donne au roi un pouvoir sur l’Église catholique dans son royaume, en lui permettant notamment de nommer désormais la plupart des responsables ecclésiastiques, évêques et abbés.

### Réaction à la réforme luthérienne

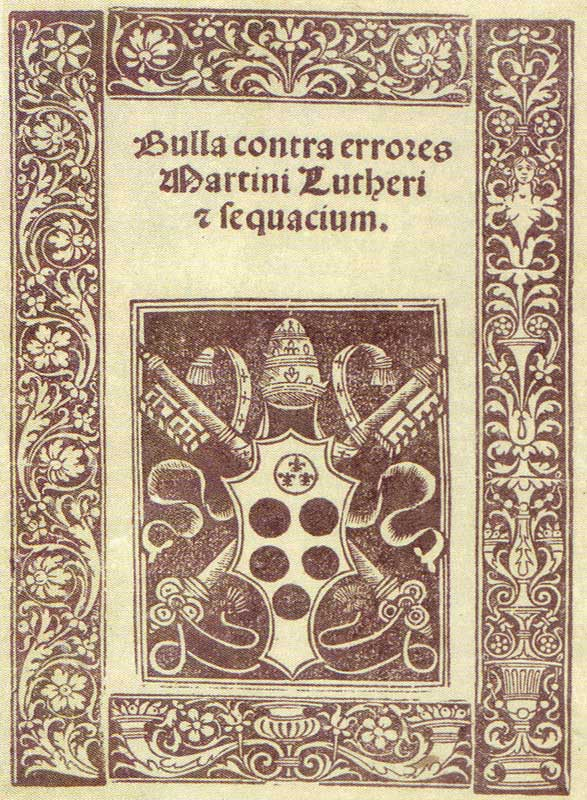
Bulla Contra errores Martini Lutheri de 1521.

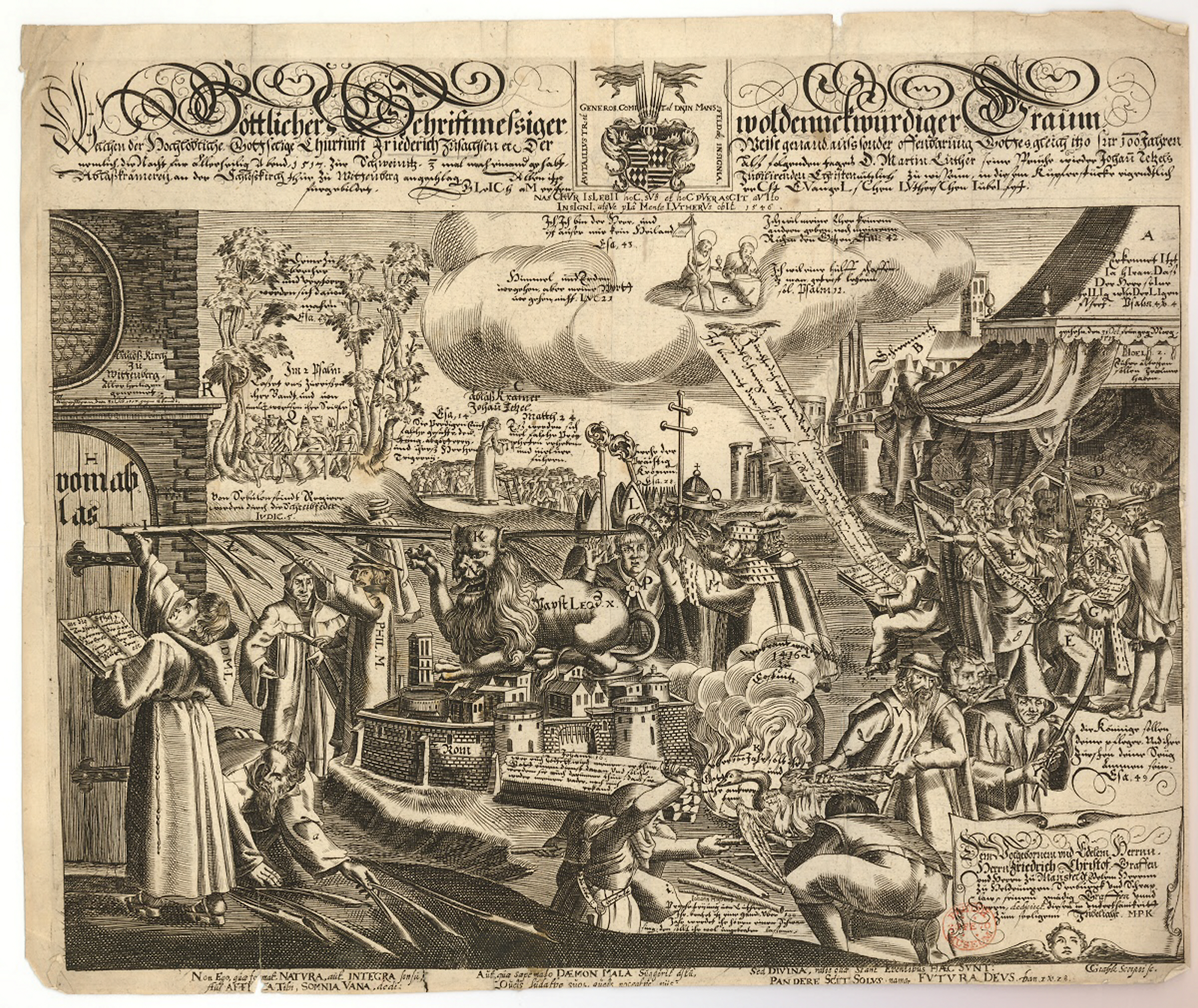
Affiche du centenaire de la réforme protestante allemande, illustrée par le rêve prophétique de Frédéric III de Saxe au sujet de l'affichage par Luther des 95 thèses à Wittemberg ; on voit à gauche Martin Luther écrivant sur une porte d'église avec une grande plume, dont la pointe traverse les oreilles d'un lion, faisant tomber la tiare du pape Léon. La gravure porte un titre en allemand et en latin, et incorpore beaucoup de texte, dont des citations de la Bible, et l'identification des personnages importants.

Son pontificat est confronté aux prémices de la réforme protestante. C'est dans cette optique que Martin Luther, en août 1518, lui dédie ses Resolutiones. Jusqu'alors, Léon X ne s'est guère préoccupé de théologie. Néanmoins, Luther est déjà accusé d'hérésie. Léon X lui envoie en octobre un légat apostolique, le cardinal Thomas Cajetan, général des dominicains, à la diète d'Augsbourg. Luther refuse de se rétracter. Conciliant, Léon X poursuit dans la voie de la diplomatie en chargeant son nonce apostolique allemand, Karl von Miltitz, de négocier une réconciliation. Ces tentatives de conciliation tiennent davantage de la politique que de la théologie, pour laquelle Léon X n'a pas grande affinité. Le pape souhaite alors ménager Frédéric le Sage et empêcher, si possible, le futur Charles Quint — dont il redoute l'ascendant — d'être élu empereur du Saint-Empire. En vain, le petit-fils de l'empereur Maximilien Ier est élu en 1519.
Léon X, ne souhaitant pas de rupture avec Luther, revient sur les questions théologiques. Mais, entre-temps, Luther s'est fait le champion de la nation allemande. Le 15 juin 1520, Léon X fulmine la bulle Exsurge Domine, condamnant les positions de Luther. Cependant, Luther brûle la bulle papale en place publique  le soir de Noël. Le 3 janvier 1521, Léon X excommunie le moine saxon par la bulle Decet Romanum Pontificem. Léon X meurt peu après, à seulement 45 ans.
Selon Michel de Montaigne, Léon X serait mort d'une fièvre provoquée par « un excès de joie », après avoir pris connaissance de la prise de Milan.

### Un pape mécène
Esthète, cultivé, Léon X, fils de Laurent le Magnifique, offre l'image typique d'un prince de la Renaissance. En 1513, il contribue à la réunion de deux institutions romaines érudites et appauvries : le Studium sacri palatii (le Collège du Sacré-Palais) et le Studium urbis (le Collège de la Ville), dès lors l'université de Rome (logée dans un édifice surnommé Sapienza).
De tous les papes, il reste avec Jules II le plus grand des mécènes. Rome lui doit quantité de chefs-d'œuvre. Par ailleurs, nul historien n'a pu lui imputer de crimes comparables à ceux d'Innocent VIII ou d'Alexandre VI.

## Succession apostolique
Léon X a ordonné les évêques suivants :
- Cardinal Lorenzo Pucci (1513)
- Évêque Baltasar del Río (1515)
- Évêque Pietro Urries (it) (1516)
- Pape Clément VII (1517)
- Cardinal Ferdinando Ponzetti (1517)
- Pape Paul III (1519)

## Une citation apocryphe fameuse
Le polémiste anglais anticatholique John Bale (1495-1563), dans un pamphlet contre la papauté : Acta Romanorum Pontificum, traduit en anglais par John Studley (en) en 1574 sous le titre The Pageant of the Popes mit dans la bouche de Léon X une réponse au cardinal Pietro Bembo, citation apocryphe qui allait devenir célèbre (en latin « Quantum nobis nostrique ea de Christo fabula profuerit, satis est omnibus seculis notum », en français « On sait de temps immémoriaux combien cette fable du Christ nous a été profitable. »).
La même légende semble avoir été déjà colportée sur Boniface VIII puisque Voltaire écrit dans L’Essai sur les Mœurs qu’au cours du procès intenté par Philippe le Bel à la mémoire de Boniface VIII treize témoins auraient déclaré avoir entendu dire à ce pape : « Ah ! que de biens nous a faits cette fable du Christ ! » Voltaire ajoute d’ailleurs : « Le grand nombre de témoins fortifie ordinairement une accusation, mais ici il l’affaiblit : il n’y a point du tout d’apparence qu’un souverain pontife ait proféré devant treize témoins ce qu’on dit rarement à un seul. »